# Peter Taylor
Peter Geoffrey Taylor (16 de gener de 1926, Luton - 20 d'octubre de 2011) va ser un botànic britànic que va treballar en els Reials Jardins Botànics de Kew en la seva carrera en botànica. Taylor es va unir a l'equip de l'Herbari de Kew en el 1948; i va començar a publicar les seves primeres espècies noves com Utricularia pentadactyla, en el 1954.
El 1973, Taylor va opositar i va guanyar un lloc com a curador de la Divisió Orquídies de l'herbari i, d'acord amb les directives de Kew, "sota la seva direcció, revitalitzar la taxonomia de Orchideae i millorats els seus contactes horticulturals."
Taylor participa en l'expedició de deu mesos amb Milne-Redhead a l'Àfrica oriental. A finals de la dècada del 1960 s'orienta cap a la flora d'Amèrica, i fa una expedició al sud-est d'Amèrica del Nord.
El 1976 va en l'expedició de Kew cap a les orquídies aquàtiques del Panamà i de l'Equador. El 1979 i 1980 fa diverses expedicions a Austràlia on troba nombroses noves espècies.
L'agost de 1981 encara va en expedició a Bangalore a l'Índia; on descriu diverses espècies noves.
Kew retira a Taylor cap al 1986, però continua concloent la seva magistral obra, en el 1989 " El gro. Utricularia "; ja que un dels enfocaments principals de Taylor va ser la botànica del gènere Utricularia. Ha nomenat a moltes de les seves espècies i atès el 1986 la més comprensiva monografia del gènere, on es va haver de revisar el 1989.

## Algunes publicacions
- 1955. „Flora of Trinidad & Tobago
- 1973. „Flora of Tropical East Africa“
- 1975. „Flora of Equador“
- 1976. „Flora of Panama “
- 1988. „Flora Zambesiaca“

A gener de 2012 té a favor seu la identificació i classificació de 212 noves espècies.